# Mark Smith (Musikproduzent, 1969)
Mark Anthony Robert Smith (* 1969 in Neumünster) ist ein deutscher Musiker, Sänger, Unternehmer, Songschreiber und Musikproduzent aus der Region Kiel.

## Leben
Mark Smith wuchs in einem Heim auf und verließ die Schule ohne Hauptschulabschluss, holte dann aber sein Abitur nach und studierte anschließend Musik mit dem Hauptfach Gesang. Nach dem Studium gründete er eine Band, mit der durch Norddeutschland tourte und machte erste Versuche als Musikproduzent. Seit 2003 arbeitet er mit Johannes Oerding zusammen. Smith ist in zweiter Ehe verheiratet und hat fünf Kinder, mit welchen er zurzeit in Spanien lebt.

## Produktionen
20 Platten, an denen er als Mitproduzent beteiligt war, wurden mit Gold oder Platin ausgezeichnet. Er arbeitet seit 2003 mit dem Singer-Songwriter Johannes Oerding zusammen und wirkte auf dessen Album Kreise aus dem Jahr 2017 als Produzent und Co-Writer mit.